# Kerman Khodro
Kerman Motor (en persan : کرمان موتور) est un constructeur automobile iranien privé. Cette compagnie est propriétaire des marques Kerman Motor et MVM qui a commencé son activité en important différents modèles de véhicules de la marque coréenne Daewoo à partir de 1990. 
En avril 1993, la compagnie se diversifie dans le secteur de la production et de l'assemblage automobile en créant plusieurs sociétés comme Kerman Motor, Rayen Vehicle Maker, Bam Vehicle Makers, MVM.

## Kerman Motor
La marque automobile Kerman Motor est fondé en février 1995. La compagnie Kerman Motor Company monte une chaîne de production pour la fabrication de la Daewoo Cielo en 1996. En 2000, la société monte une nouvelle ligne de production pour la Daewoo Matiz. 
En octobre 2002, après l'achat de Daewoo par la compagnie américaine General Motors, les nouveaux dirigeants de GM Daewoo refusent de coopérer avec la compagnie Kerman Motor à cause des sanctions américaines contre l'Iran. Suivront l'introduction des modèles Volkswagen Gol,, puis les modèles Hyundai Avante et Hyundai Accent. Plus tard viendront les modèles Hyundai Sonata et Hyundai Santa Fe.
En 2008, la compagnie produit la Lifan 520 du constructeur chinois Lifan, puis elle produit la Lifan 620.
Kerman Motor complète sa gamme de production en produisant le SUV Jac X60 et en signant un contrat avec le constructeur chinois JAC pour la production de la Jac Tojoy et de la Jac J5 .
En 2015, la compagnie introduit la Lifan X50. 

## MVM
La Modiran Vehicle Manufacturing, abrégé sous le sigle MVM est une coentreprise fondée en 2001 entre Chery et Kerman Khodro. 
Cette société produit la MVM 110, la MVM 530 et la MVM X33.